# Sceloporus stejnegeri
Sceloporus stejnegeri är en ödleart som beskrevs av Smith 1942. Sceloporus stejnegeri ingår i släktet Sceloporus och familjen Phrynosomatidae. IUCN kategoriserar arten globalt som livskraftig. Inga underarter finns listade i Catalogue of Life.